# Thrixspermum robinsonii
Thrixspermum robinsonii är en orkidéart som beskrevs av Oakes Ames. Thrixspermum robinsonii ingår i släktet Thrixspermum och familjen orkidéer.
Artens utbredningsområde är Filippinerna. Inga underarter finns listade i Catalogue of Life.